# Адам Јејтс
Адам Ричард Јејтс (енгл. Adam Richard Yates; Бери, 7. август 1992) британски је бициклиста који тренутно вози за UCI ворлд тур тим УАЕ тим емирејтс ХРГ. Освојио је двапут Гран при Индустрија и Артиђанато класик и Тур оф Оман трку, док је по једном освојио Тур оф Турки, Класик Сан Себастијан, УАЕ тур, Вуелта а Каталуњу, Дојчланд тур, Тур де Романди, Гран при сајклисте де Монтреал и Тур де Свис. Тур де Франс је једном завршио на подијуму, на трећем мјесту, гдје је такође једном освојио класификацију за најбољег младог возача и остварио је једну етапну побједу. Његов брат близанац Сајмон Јејтс такође је професионални бициклиста.
Током јуниорске каријере такмичио се и у друмском и у бициклизму на писти, а професионалну каријеру почео је 2014. у аустралијском тиму Орика—гринеџ, са којим је прве сезоне освојио Гран при Индустрија и Артиђанато и Тур оф Турки трке и возио је своју прву гранд тур трку — Вуелта а Еспању. Године 2015. возио је Тур де Франс по први пут и освојио је класик Сан Себастијан, док је 2016. завршио Тур де Франс на четвртом мјесту и освојио је класификацију за најбољег младог возача. Године 2017. освојио је Гран при Индустрија и Артиђанато по други пут и по први пут је возио Ђиро д’Италију, коју је завршио на деветом мјесту.
Године 2018. завршио је Критеријум ди Дофине на другом мјесту, док је 2019. освојио Кро рејс и завршио је Вуелта а Каталуњу на другом мјесту. Године 2020. освојио је УАЕ тур и завршио је Тур де Франс на деветом мјесту, гдје је носио житу мајицу за лидера трке на три етапе. Године 2021. прешао је у Инеос гренадирс, са којим је током прве сезоне освојио Вуелта а Каталуњу, док је завршио УАЕ тур и Милано—Торино на другом мјесту, а Вуелта а Еспању на четвртом мјесту. Године 2022. освојио је Дојчланд тур и завршио је Тур де Франс на деветом мјесту.
Године 2023. прешао је у УАЕ тим емирејтс, са којим је освојио Тур де Романди и завршио је Критеријум ди Дофине на другом мјесту, након чега је Тур де Франс завршио на трећем мјесту, што му је био први подијум на гранд тур тркама у каријери, уз једну етапну побједу и носио је жуту мајицу на четири етапе. У финишу сезоне освојио је Гран при сајклисте де Монтреал класик. Године 2024. освојио је Тур де Свис, уз брдску и класификацију по поенима.

## Дјетињство и јуниорска каријера
Рођен је 7. августа 1992. у Берију, пет минута послије брата близанца Сајмона. Бициклизмом су почели да се баве од малих ногу, када их је отац Џон, након опоравка од саобраћајне несреће, одвео на Манчестерски велодром како би се нашао са пријатељима из локалног тима Бери клерион. Обојица су почели да возе за тим, а тадашњи предсједник Ник Хол изјавио је да је мислио да су превише сићушни, да им недостаје издржљивости и да није знао хоће ли издржати. Он је додао да већина дјечака из области Манчунијана сања о томе да једног дана заигра за Манчестер јунајтед, али да су њих двојица од малена жељели да буду бициклисти. Због великог напретка који су остварили на стази, прешли су да возе за тим Максгир сајклинг, док су за Бери клерион возили само повремено, ван такмичења.
Са 18 година, Сајмона је одабрала Британска бициклистичка олимпијска академија, а Адама није, о чему је њихова мајка Сузан изјавила да је то за њих било тешко и да нијесу знали да ли да буду срећни или тужни. Након што је завршио колеџ, Адам се пријавио за бициклистичку стипендију преко програма Дејв Рајнер фонда, коју је добио и почео је да вози за аматерске тимове у Француској. Године 2010. Сајмон Јејтс је учествовао на Играма Комонвелта у Делхију заједно са Крисом Фрумом, а Адам је возио повремено трке у Француској и тренирао је по планинама Вогези и Јура.
Године 2013. обојица су наступајући за британски тим возили Тур де л’Авенир, који се сматра као Тур де Франс за возаче до 23 године. Четврту етапу завршио је на трећем мјесту, минут и 40 секунди иза Рубена Фернандеза, који је остварио побједу и преузео лидерску мајицу. На петој етапи се одвојио од групе у финишу, заједно са Сајмоном Јејтсом и Алексисом Гужаром и етапу је завршио на другом мјесту, иза Сајмона, чиме је дошао на друго мјесто у генералном пласману, минут иза Фернандеза. Шесту етапу завршио је на 11. мјесту, у групи са Фернандезом, 55 секунди иза Сајмона Јејтса, који је остварио другу побједу заредом. Посљедњу, седму етапу, завршио је на трећем мјесту, минут и по иза Жилијена Алафилипа и завршио је на другом мјесту у генералном пласману, 55 секунди иза Фернандеза.

## Професионална каријера

### 2014.
Пошто су били раздвојени три године, Адам и Сајмон су ангажовали различите агенте. Имали су понуду тима Скај да као млади британски возачи започну професионалну каријеру у британском тиму, али су је одбили, јер им се више свидјела понуда аустралијског тима Орика—гринеџ, гдје су сматрали да ће имати мање притиска и која им је омогућавала да возе више трка и у октобру 2013. потписали су двогодишњи уговор са тимом Орика. Сезону 2014. је почео крајем јануара, на Тур де Сан Луис трци у Аргентини, што му је била прва професионална трка у каријери, а коју је завршио на 11. мјесту у генералном пласману и освојио је класификацију за најбољег младог возача.
Крајем априла, возио је Тур оф Турки трку, гдје је био лидер тима заједно са братом Сајмоном, али је на трећој етапи Сајмон Јејтс пао и морао је да напусти трку, док је Адам једини могао да прати напад Рејна Тарамајеа на посљедњем успону, али је Тарамаје поново напао у финишу и остварио побједу, док је Јејтс завршио шест секунди иза и дошао је до другог мјеста у генералном пласману. Након двије спринтерске етапе, на шестој етапи се издвојила мања група на посљедњем успону, из које је Јејтс напао на око километар до циља и остварио је прву побједу у каријери, двије секунде испред Давидеа Формола и Давидеа Ребелина, преузевши такође и лидерску мајицу секунду испред Тарамајеа, који је етапу завршио седам секунди иза. На посљедњој етапи, у припреми за спринт у финишу група се раздвојила, Јејтс је био у првој групи и добио је исто вријеме као и Марк Кевендиш и освојио је трку пет секунди испред Тарамајеа, који је етапу завршио у другој групи. Он је постао први британски побједник трке, а побједу је описао као неочекивану, јер је на трку дошао са циљем да оствари етапну побједу.
Сезону је наставио на Тур оф Калифорнија трци, гдје је хронометар на другој етапи завршио на 40. мјесту, два минута иза Бредлија Вигинса. Трећу етапу је завршио на четвртом мјесту, 11 секунди иза Роана Дениса и дошао је до петог мјеста у генералном пласману. На шестој етапи, Естебан Чавез је остварио соло побједу из бијега, док је у главној групи Адам Јејтс пратио нападе возача из тимова БМЦ и Гармин—шарп и завршио је на четвртом мјесту, у истом времену као Вигинс. На посљедње двије етапе није било промјена и завршио је на петом мјесту у генералном пласману, два минута и 14 секунди иза Вигинса. У јуну је возио Критеријум ди Дофине, гдје је хронометар на првој етапи завршио на 63 мјесту, 39 секунди иза Криса Фрума. На другој етапи, бијег је достигнут на посљедњем успону, након чега је Микел Ниеве изашао да ради на темпо и возачи су отпадали из групе; у финишу је отпао и Адам Јејтс, који је завршио на осмом мјесту, 42 секунде иза Фрума и Алберта Контадора, који су дошли заједно на циљ, али је његова вожња оцијењена као добра од стране новинара и чланова тима. На петој етапи, Контадор је напао на посљедњем успону и стекао је минут предности, али је достигнут на 16 km до циља. Симон Шпилак је остварио побједу из бијега, док су у финишу из главне групе напали Вилко Келдерман и Адам Јејтс, који су завршили на другом и трећем мјесту, 17 секунди испред групе. На седмој етапи је отпао на посљедњем успону и завршио је три минута иза Лијувеа Вестре који је остварио побједу из бијега, а скоро два минута иза Контадора, који је завршио на четвртом мјесту и преузео је лидерску мајицу. На посљедњој, осмој етапи, у бијег су отишла 23 возача, међу којима су били Јејтс и Ендрју Талански, трећепласирани у генералном пласману; након 50 km Фрум је напао, што је пратила група од 16 возача, укључујући Контадора. У финишу, Ниеве је напао и остварио побједу, три секунде испред Ромена Бардеа, док је Јејтс завршио на трећем мјесту, пет секунди иза. Захваљујући доброј вожњи трку је завршио на шестом мјесту у генералном пласману, два минута иза Таланског који је на посљедњој етапи надокнадио заостатак у односу на Контадора и освојио је трку.
Тим Орика—гринеџ је одлучио да га не води на Тур де Франс, а у јулу је возио трку Гран при Индустрија и Артиђанато ди Ларчано, гдје је на циљу одспринтао Формола и остварио прву побједу на једнодневним тркама. На класику Сан Себастијан је био у водећој групи у финишу, у којој су били још Алехандро Валверде, Бауке Молема, Хоаким Родригез и Микел Ниеве, али је пао на спусту на 3,5 km до циља и на крају је завршио на 43. мјесту, скоро четири минута иза Валвердеа. У финишу сезоне возио је Вуелта а Еспању, што му је била прва гранд тур трка у каријери и завршио је на 82. мјесту у генералном пласману.

### 2015.
Сезону 2015. почео је на француским класицима у фебруару, након чега је у марту возио Тирено—Адријатико, гдје је хронометар дуг 5,4 km на првој етапи завршио на 75 мјесту, 20 секунди иза Адријана Малорија; хронометар је првобитно требало да буде дуг 22,5 km, али је због великог невремена скраћен. На четвртој етапи, бијег је достигнут на око 20 km до циља, а на пољледњем успону је напао Ваут Пулс, што у почетку нико није пратио, а затим је стекао предност на спусту и остварио је соло побједу, док је Јејтс завршио на десетом мјесту, у групи која је дошла 14 секунди иза. Пета етапа је била најтежа на трци, а циљ је био на успону Монте Терминило, дугом 16,1 km. Вожено је по хладном времену, температура је била испод 0 степени, због чега је постојала могућност да етапа буде отказана, али су организатори то одбили. Почетком посљедњег успона напали су Контадор и Роман Кројцигер, који су достигнути на око 5 km до циља, након чега је напао Наиро Кинтана и брзо стекао предност. Након неколико напада, Молема се издвојио у потјери за Кинтаном, док су у групи радили Контадор, Родригез, Ригоберто Уран, Тибо Пино и Јејтс. Кинтана је константно повећавао предност и побиједио је 41 секунду испред Молеме, док је Јејтс завршио на седмом мјесту, у групи која је дошла 55 секунди иза. Хронометар на посљедњој, седмој етапи, завршио је 48 секунди иза Фабијана Канчеларе и трку је завршио на деветом мјесту у генералном пласману, минут и десет секунди иза Кинтане. Сезону је наставио на Вуелти ал Паис Баско, али је учествовао у паду на првој етапи, на 500 метара до циља и сломио је прст, због чега је напустио трку и није стартовао другу етапу. Након опоравка од операције, крајем маја је возио Тур де Фјордс трку, коју је завршио на 35. мјесту у генералном пласману, пет минута иза Марка Халера. Сезону је наставио на Критеријуму ди Дофине, гдје није био конкурентан у генералном пласману. Завршио је на 20. мјесту, 25 минута иза Фрума и на трећем мјесту у класификацији за најбољег младог возача, 23 минута иза Сајмона Јејтса.
У јулу је ушао у састав тима за Тур де Франс, што је било први пут да је возио Тур. Осму етапу, чији је циљ био на успону Мор де Бретањ, завршио је на седмом мјесту, у великој групи која је дошла на циљ десет секунди иза Алексиса Виљермоа. Прву брдску, десету етапу, завршио је на седмом мјесту, два минута иза Фрума, након што је отпао из групе када је тим Скај диктирао темпо. На етапи 17 био је у бијегу и завршио је на десетом мјесту, три минута иза Сајмона Гешкеа, а трку је завршио на 50. мјесту у генералном пласману. Недјељу дана након Тур де Франса, возио је класик Сан Себастијан, гдје је напао на 8 km до циља како би достигао Грега ван Авермата. На 600 метара до циља Ван Авермат је имао 15 секунди предности када му је телевизијски мотор додирнуо задњи точак, због чега је пао и није могао да настави трку. Јејтс није видио да је Ван Авермат пао и прошао је кроз циљ 15 секунди испред Филипа Жилбера и Валвердеа, не знајући да је побиједио због проблема у комуникацији са тимом, због чега није славио када је прошао кроз циљ. Почео је да слави након што му је спортски директор рекао да је он побиједио, а на конференцији је изјавио да му је то највећа побједа у каријери до тада.
У септембру је возио Тур оф Алберта трку у Канади, гдје је тим Орика—гринеџ екипни хронометар на отварању завршио на другом мјесту, неколико стотинки иза тима Трек фактори рејсинг. На трећој етапи, након што су бјегунци достигнути, Молема је напао, што су пратили Мајкл Вудс, Том Јелте Слагтер и Јејтс; Јелте Слагтер је напао у финишу и побиједио у спринту испред Молеме, док је Јејтс завршио на трећем мјесту, четири секунде иза и дошао је до другог мјеста у генералном пласману, шест секунди иза Молеме. На четвртој етапи, Јејтс је напао на 2,5  до циља, што су пратили Јелте Слагтер и Молема. Они су дошли заједно на циљ, а на 150 метара до краја, Јелте Слагтер је напао и побиједио четири секунде испред Молеме и Јејтса, док је у генералном пласману Молема задржао предност од шест секунди испред Јејтса. На посљедње двије етапе није било промјена и завршио је на другом мјесту у генералном пласману, шест секунди иза Молеме, уз освојену класификацију за најбољег младог возача. Сезону је наставио на канадским класицима Лаурентијан, завршивши Гран при сајклисте де Квебек на 32 мјесту, док је два дана касније возио Гран при сајклисте де Монтреал, који је завршио на другом мјесту, изгубивши у спринту од Тима Веленса, након што су се њих двојица издвојили у посљедњем кругу. Након трке изјавио је да је прилично срећан са оствареним резултатом.

### 2016.
Сезону 2016. почео је на класицима у Француској; Сид Адерше је завршио на седмом мјесту у спринту, док је Дром класик завршио на шестом мјесту, у групи која је дошла на циљ шест секунди иза Петра Вакоча. У марту је возио Тирено—Адријатико, гдје није био конкурентан за генерални пласман; завршио је на 19. мјесту, минут иза Ван Авермата и на другом мјесту у класификацији за најбољег младог возача, 48 секунди иза Боба Јунгелса. Сезону је наставио на Вуелти ал Паис Баско, гдје није био конкурентан за генерални пласман, а брдски хронометар на посљедњој етапи завршио је на четвртом мјесту, 53 секунде иза Контадора; у тренутку када је прошао кроз циљ поставио је најбоље вријеме, које је поправио Кинтана. Крајем априла возио је Тур де Јоркшир трку, гдје је посљедњу, трећу етапу завршио на трећем мјесту, девет секунди иза Томаса Воклера и Николаса Роуча и трку је завршио на четвртом мјесту у генералном пласману, 17 секунди иза Воклера. Сезону је наставио на Критеријуму ди Дофине, гдје је брдски пролог на отварању дуг 4 km завршио на осмом мјесту, 31 секунду иза Контадора. На петој етапи, отпао је у посљедњих 5 km од водеће групе, у којој су били Фрум, Контадор и Ричи Порт. Контадор је отпао на 2,2 km, након чега га је Јејтс достигао и завршио је на трећем мјесту, 19 секунди иза Фрума, који је у спринту побиједио Порта. На шестој етапи у бијег је отишло 26 возача, међу којима је био и Тибо Пино. На успону екстра категорије Кол де Маделен, који је вожен на средини етапе, Контадор је нападао али није могао да се одвоји од групе, док су Фабио Ару и Барде напали и стигли до водеће групе. Пино је одспринтао Бардеа и остварио побједу, док су возачи у главној групи отпадали када је тим Скај радио на челу; Јејтс је завршио на осмом мјесту, десет секунди иза Фрума, који је у посљедњем километру напао заједно са Данијелом Мартином. На посљедњој, седмој етапи, Стив Камингс је остварио соло побједу из бијега, четири минута испред групе; Јејтс је завршио на петом мјесту и трку је завршио на седмом мјесту у генералном пласману, 57 секунди иза Фрума и на другом мјесту у класификацији за најбољег младог возача, шест секунди иза Алафилипа.
У јулу је возио Тур де Франс, који је почео спринтерском етапом, на којој је Марк Кевендиш побиједио и узео жуту мајицу по први пут у каријери. На седмој етапи напао је из главне групе на спусту са успона Кол д’Аспен, али када је пролазио испод банера који означава посљедњи километар, он је пукао и Јејтс је задобио посјекотине на бради које су морале да се зашију. Група га је достигла, али му је накнадно додијељено вријеме које је имао на 3  до циља, односно седам секунди испред групе, захваљујући чему је дошао на друго мјесто у генералном пласману и преузео је бијелу мајицу за најбољег младог возача, од Алафилипа. На осмој етапи, напади су почели на 3 km до врха посљедњег брдског циља, нико није успио да се одвоји на успону, док је Фрум нападом на спусту успио да стекне предност и побиједи на етапи, 13 секунди испред групе, преузевши тако и жуту мајицу, док је Јејтс завршио на седмом мјесту и остао је на другом мјесту у генералном пласману, 15 секунди иза Фрума. На деветој етапи вожено је пет успона и то је била прва етапа чији је циљ био на успону. На 5  до циља нападали су Кинтана, Порт и Барде, затим је напао и Фрум, пратили су га Јејтс и Данијел Мартин и успјели су да се одвоје од других фаворита. Барде је у финишу отпао, док су Порт и Мартин завршили двије секунде иза; Јејтс је предводио Фрума и Кинтану на циљу, завршивши на десетом мјесту и на први дан одмора отишао је као другопласирани у генералном пласману. На етапи 11, потпуно равној, гдје се није очекивала борба за генерални пласман, Петер Саган је напао на 12 km до циља, што су пратили Мацјеј Боднар, Фрум и Герент Томас, који су дошли заједно на циљ, шест секунди испред групе; Саган је одспринтао Фрума, који је захваљујући секундама бонификације повећао предност на 28 секунди испред Јејтса. На етапи 12, чији је циљ био на успону Мон Ванту, Фрум, Порт и Молема су били испред других конкурената у финишу током успона на Мон Ванту, када их је камерман на мотору оборио у посљедњем километру. Моториста је оборио Порта, преко којег је пао и Фрум, док је Молема успио да их заобиђе. Фрумов бицикл је био уништен, због чега је трчао док није добио бицикл од неутралног механичара, али му није одговарао и морао је да сачека тимски аутомобил. Група их је престигла, а предвидио је Јејтс, који је завршио на 11 мјесту. Фрум је нови бицикл добио на 500 метара до циља и циљ је прошао минут и 40 секунди иза Молеме и минут и 14 секунди иза групе других фаворита. Жута мајица за лидера трке је првобитно била додијељена Јејтсу, али су судије након етапе одлучиле да и Фруму и Порту додијеле исто вријеме као и Молеми, захваљујући чему је повећао предност испред Јејтса на 47 секунди. Хронометар на етапи 13 завршио је на 18 мјесту, три минута иза Тома Димулена који је побиједио и пао је на треће мјесто у генералном пласману, два минута и 45 секунди иза Фрума и 58 секунди иза Молеме. На етапи 17 Ару и Данијел Мартин су напали у финишу, али су брзо достигнути, након чега је напао Порт, што је пратио једино Фрум и њих двојица су завршили осам секунди испред Јејтса и Бардеа, чиме је Јејтс смањио заостатак иза Молеме на 26 секунди. На етапи 18 вожен је брдски хронометар, који је завршио на 16 мјесту, минут и 23 секунде иза Фрума. На етапи 19, Барде је напао на 10 km до циља, што нико није пратио. У финишу су нападали Родригез, Валверде и Кинтана, док је Јејтс отпао и завршио је на 13 мјесту, 56 секунди иза Бардеа и пао је на четврто мјесто у генералном пласману, 19 секунди иза трећепласираног Кинтане који је етапу завршио 30 секунди испред. На етапи 20, након напада у финишу одвојили су се Валверде, Кинтана, Данијел Мартин, Барде, Јејтс и Луис Мејнтџенс, који су етапу завршили шест секунди испред Фрума. На посљедњој, етапи 21 није било напада и завршио је на четвртом мјесту у генералном пласману, 4 минута и 42 секунде иза Фрума и освојио је класификацију за најбољег младог возача 2 минута и 16 секунди испред Мејнтџенса.
Недељу дана након Тура возио је класик Сан Себастијан, који је завршио на 16. мјесту, 50 секунди иза Молеме. Почетком августа возио је друмску трку на Олимпијским играма у Рио де Женеиру, гдје је завршио на 15. мјесту, три минута иза Грега ван Авермата, радећи за Фрума који је отпао када је Винченцо Нибали напао. У финишу је возио класике у Канади, гдје није био конкурентан за побједу, док је крајем септембра возио Ђиро дел’Емилија класик, који није завршио, а након трке завршио је сезону. У новембру је проглашен за једног од највећих откровења сезоне.

### 2017.
Пред почетак сезоне 2017. одлучио је да вози Ђиро д’Италију умјесто Тур де Франс. Сезону је почео на Вуелта а Валенсијана трци почетком фебруара, коју је завршио на 118. мјесту у генералном пласману. Почетком марта возио је Гран при Индустрија и Артиђанато класик, гдје је његов тим Орика—скот радио на челу након што су бјегунци достигнути и бројни возачи су отпали из групе. На посљедњој етапи након напада одвојила се група од шест возача, који су нападали са циљем да остваре соло побједу. Јејтс је напао на 200 метара до циља и побиједио је испред Ричарда Карапаза и Урана, освојивши трку по други пут у каријери. Три дана касније возио је Тирено—Адријатико, гдје су му ривали били Нибали, Ару, Димулен, Пино, Кинтана и Тиџеј ван Гардерен, који су се такође спремали за Ђиро. Трка је почела екипним хронометром, који је тим Орика—скот завршио на петом мјесту, 25 секунди иза тима БМЦ. На првој брдској, четвртој етапи, Кинтана је напао са Ураном на посљедњем успону, што су пратили Герент Томас и Јејтс, а на 2,2 km до циља, Кинтана је напао поново и остварио је побједу 18 секунди испред Томаса, док је Јејтс завршио на трећем мјесту, 24 секунде иза и дошао је на друго мјесто у генералном пласману, 33 секунде иза Кинтане. На петој етапи због болести је напустио трку на 75 km до циља. Сезону је наставио на Вуелта а Каталуњи, која је почела спринтерском етапом, а екипни хронометар на другој етапи тим Орика—скот завршио је на петом мјесту, минут и 20 секунди иза тима БМЦ. На трећој етапи, Валверде је напао у финишу и побиједио испред Данијела Мартина, док је Јејтс завршио на трећем мјесту, три секунде иза и дошао је на осмо мјесто у генералном пласману. На петој етапи, Валверде је напао на посљедњем успону и остварио је соло побједу, 13 секунди испред Фрума и Контадора, док је Јејтс завршио на петом мјесту, 32 секунде иза и дошао је на пето мјесто у генералном пласману. Посљедње двије етапе завршене су спринтом велике групе, а трку је завршио на четвртом мјесту у генералном пласману, минут и по иза Валвердеа, након што је Фрум изгубио преко 20 минута због пада и са другог пао на 30. мјесто. Средином априла возио је Лијеж—Бастоњ—Лијеж по други пут у каријери и завршио га је на осмом мјесту, у групи која је дошла на циљ седам секунди иза Валвердеа.
У мају је возио Ђиро д’Италију по први пут, гдје су му највећи конкуренти били Нибали, Димулен, Микел Ланда, Пино и Томас. На четвртој етапи, чији је циљ био на успону Маунт Етна, пратио је нападе других фаворита и завршио је на осмом мјесту, у групи која је дошла на циљ 29 секунди иза Јана Поланца и дошао је на треће мјесто у генералном пласману. На деветој етапи пред почетак посљедњег успона Блокаус, група је у борби за што бољу позицију наишла на паркирани полицијски мотор, који је први закачио Вилко Келдерман, након чега су пали и други возачи, међу којима Јејтс, Томас и Ланда. Јејтс је брзо устао и наставио да вози, али је завршио четири и по минута иза Кинтане и пао је на 16. мјесто у генералном пласману. Хронометар на десетој етапи завршио је два и по минута иза Димулена, који је побједом на етапи преузео розе мајицу, док је Јејтс заостајао седам минута у генералном пласману. На етапи 14, чији је циљ био на успону Оропа, Кинтана је напао на 4  до циља, а Јејтс и Димулен су отпали. Димулен се возећи на темпо вратио до Кинтане и побиједио је на етапи, док је Јејтс завршио на шестом мјесту, 41 секунду иза и дошао је на 13. мјесто у генералном пласману. На етапи 15, Нибали и Кинтана су нападали у финишу, првобитно су дистанцирали Димулена, али се он вратио на 2 km до циља. У спринту групе од 12 возача који су на циљ дошли заједно Јунгелс је побиједио, док је Јејтс завршио на четвртом мјесту и дошао је на 11. мјесто у генералном пласману. На краљевској, етапи 16, Димулен је имао стомачних проблема и на око 40 km до циља морао је да направи паузу. Главна група га је кратко чекала пошто је био лидер, али како је долазио посљедњи успон на етапи, убрзали су темпо. Нибали је напао на километар до врха посљедњег успона, након чега је Јејтс отпао и завршио је минут и по иза, али је дошао на десето мјесто у генералном пласману, јер је Андреј Амадор изгубио седам минута. На етапи 18, Кинтана је напао на средини етапе, на успону Пасо Гардена, достигао сувозаче који су на почетку етапе отишли напријед и покушавао да надокнади вријеме за Димуленом који је отпао, али се вратио возећи на темпо, док је Јејтс заостајао и завршио је шест секунди иза њих, али је дошао на девето мјесто у генералном пласману и преузео је бијелу мајицу за лидера класификације за најбољег младог возача, 28 секунди испред Јунгелса. На етапи 19, након више напада на посљедњем успону Јунгелс, Јејтс и Кинтана су се одвојили и завршили у истом времену, док је Димулен изгубио преко минут и Кинтана је преузео розе мајицу, а Јејтс је дошао на осмо мјесто у генералном пласману. На посљедњој брдској, етапи 20, Нибали је напао на 25 km до циља, што су у почетку пратили сви фаворити осим Димулена, који се вратио у групу возећи на темпо. Пред крај посљедњег успона Кинтана и Нибали су се одвојили, придружио им се и Пино и имали су 20 секунди предности на врху успона. У другој групи, са Димуленом су радили Јунгелс, Јејтс и Молема и изгубили су само 15 секунди, а након етапе Димулен је изјавио да ће им бити вјечно захвалан. Јејтс је хронометар на посљедњој етапи завршио минут и по иза Јунгелса и Ђиро је завршио на деветом мјесту у генералном пласману, осам минута иза Димулена који је надокнадио заостатак од 53 секунде и освојио је Ђиро; у класификацији за најбољег младог возача завршио је на другом мјесту, минут и шест секунди иза Јунгелса.
У августу је возио Тур де Полоње трку, гдје је посљедњу етапу завршио на другом мјесту, изгубивши у спринту од Ваута Пулса и трку је завршио на петом мјесту у генералном пласману, 13 секунди иза Дилана Тунса. Сезону је наставио на Вуелта а Еспањи, гдје је трећу етапу завршио на 11. мјесту и дошао је на осмо мјесто у генералном пласману, 39 секунди иза Фрума. На етапи 11 изгубио је девет минута и испао је из борбе за генерални пласман. У наставку трке радио је за Естебана Чавеза и завршио је Вуелту на 34. мјесту, док је Чавез завршио на 11. мјесту. У финишу сезоне возио је трке у Италији. На Ђиро дел’Емилији пао је заједно са Чавезом због чега је испао из борбе за побједу и завршио је на 29. мјесту. На Милано—Торину, Уран је напао на посљедњем километру и освојио је трку, док је Јејтс завршио на другом мјесту, десет секунди иза. Сезону је завршио на Ђиро ди Ломбардији, гдје је отпао на 18 km до циља и завршио је на 74. мјесту, 11 минута иза Нибалија.

### 2018.
Сезону 2018. почео је на Вуелта а ла комунидад Валенсијана трци, гдје је четврту етапу завршио на другом мјесту, четири секунде иза Валвердеа и завршио је на четвртом мјесту у генералном пласману, 37 секунди иза Валвердеа. У марту је возио Тирено—Адријатико, гдје је његов тим екипни хронометар на отварању завршио на другом мјесту, четири секунде иза тима БМЦ. У финишу друге етапе десио се пад у којем је учествовао велики број возача, због чега није могао одмах да прође и изгубио је преко минут у борби за генерални пласман. Трећу етапу је завршио на другом мјесту, три секунде иза Приможа Роглича који је напао у финишу посљедњег успона и остварио побједу. На петој етапи напао је на око 4 km до циља и побиједио је седам секунди испред групе коју је одспринтао Петер Саган, захваљујући чему је са 14. дошао на шесто мјесто у генералном пласману, 36 секунди иза Михала Квјатковског. Хронометар на посљедњој, седмој етапи, завршио је 54 секунди иза Роана Дениса, али 16 секунди испред Ланде и трку је завршио на петом мјесту у генералном пласману, минут и десет секунди иза Квјатковског. Сезону је наставио на Вуелта а Каталуњи, гдје је учествовао у паду у посљедњем километру треће етапе, коју је завршио али је утврђено да је сломио карлицу и није стартовао четврту етапу.
Због повреде је паузирао скоро два мјесеца, а бициклизму се вратио средином маја на Тур оф Калифорнији. Након спринтерске етапе на отварању, циљ друге етапе био је на успону Гибралтар роад. Након рада на челу групе од стране тима БМЦ, у групи је остало само 13 возача. Еган Бернал је напао на 2  до циља, што нико није могао да прати и побиједио је 21 секунду испред Рафала Мајке, док је Јејтс завршио на трећем мјесту, 25 секунди иза и дошао је на треће мјесто у генералном пласману. Хронометар на четвртој етапи завршио је минут и по иза Ван Гардерена и пао је на пето мјесто у генералном пласману, минут и седам секунди иза Ван Гардерена који је са осмог дошао на прво мјесто. На шестој етапи, на почетку кратког успона Даџет самит, на 10 km до циља, напао је Тео Гејган Харт, Берналов сувозач, на шта је одмах реаговао Ван Гардерен, а затим и остали. Када се група поново спојила Бернал је напао, што нико није могао да прати. Јејтс је затим напао успјевши да се одвоји од осталих возача и завршио је етапу на другом мјесту, минут и 28 секунди иза Бернала и дошао је на четврто мјесто у генералном пласману, двије секунде иза трећепласираног Данијела Мартинеза. посљедња етапа била је спринтерска, није било промјена и завршио је на четвртом мјесту, два минута и 16 секунди иза Бернала и двије секунде иза Мартинеза. Сезону је наставио на Критеријуму ди Дофине, гдје је пролог на отварању завршио на 42. мјесту, 21 секунду иза Квјатковског. На трећој етапи вожен је екипни хронометар, који је тим Мичелтон—скот завршио на четвртом мјесту, скоро минут иза тима Скај, чији су возачи били на прве четири позиције у генералном пласману. На првој брдској, четвртој етапи, Данијел Мартин је напао у посљедњем километру. Пратили су Жилијен Алафилип, Барде и Томас, док је Јејтс заостајао са Пјером Латуром, Емануелом Букманом и Гијомом Мартеном. Алафилип је побиједио на етапи, док је Јејтс завршио на шестом мјесту, пет секунди иза. На петој етапи Данијел Мартин је напао на 3  до циља, након чега је напао и Томас. Јејтс је успио у финишу да се одвоји од групе и завршио је на трећем мјесту, 15 секунди иза Мартина и дошао је на шесто мјесто у генералном пласману, минут и 18 секунди иза Томаса који је преузео лидерску мајицу. На шестој етапи, Пељо Билбао је отишао у бијег заједно са још 26 возача, опстао је до краја и побиједио на етапи, док је у групи фаворита Мартин напао први, а пратили су га Томас, Барде и Јејтс. Томас је напао у посљедњем километру, нико није могао да га прати и завршио је други, 21 секунду иза Билбаа, док је Јејтс завршио на петом мјесту, пет секунди иза Томаса и дошао је на друго мјесто у генералном пласману, минут и 29 секунди иза Томаса. На посљедњој етапи, Барде је нападао више пута, Томас је имао двапут механичких проблема, али се задржао уз остале фаворите, све до посљедњег километра, када је Јејтс напао и остварио етапну побједу, другу у сезони, четири секунде испред Данијела Навара и завршио је трку на другом мјесту, минут иза Томаса.
У јулу је возио Тур де Франс, гдје је био лидер тима. На првој етапи учествовао је у паду у којем су учествовали и Фрум, Кинтана и Порт и изгубили су 51 секунду. На трећој етапи вожен је екипни хронометар, који је тим Мичелтон—скот завршио на четвртом мјесту, девет секунди иза тима БМЦ. Циљ шесте етапе био је на успону Мур де Бретањ. Данијел Мартин је напао у посљедњем километру и побиједио, док је Јејтс завршио на шестом мјесту, у групи која је дошла на циљ три секунде иза и дошао је на 13. мјесто у генералном пласману, минут и двије секунде иза Ван Авермата. На деветој етапи вожене су секције калдрме које се возе на Париз—Рубеу; завршио је у главној групи, која је на циљ дошла 27 секунди иза водеће тројке коју је одспринтао Џон Дегенколб и дошао је на девето мјесто у генералном пласману. Прва велика брдска етапа била је етапа 11, чији је циљ био на успону Ла Розјер. Томас је напао из групе фаворита на 6 km до циља, када је Јејтс отпао и завршио је четири и по минута иза и пао је на 16 мјесто у генералном пласману. На етапи 12 вожено је неколико успона, док је циљ био на Алп д’Иезу, дугом 13,8 km. Јејтс је отпао на почетку успона на Алп д’Иез, завршивши етапу 29 минута иза Томаса и испао је из борбе за генерални пласман. Након етапе изјавио је да је разочаран, да су му представљали проблем врућина и дехидрација, као и да ће се борити за етапну побједу у наставку трке. На етапи 16 био је у бијегу, одакле је напао на посљедњем успону и имао је 20 секунди предности пред почетак спуста; на 6,5 km до циља је пао, након чега га је обишао Алафилип, а достигли су га Молема и Горка Изагире. Алафилип је побиједио на етапи, док је Јејтс завршио на трећем мјесту, изгубивши у спринту од Изагиреа. Тур је завршио на 29. мјесту у генералном пласману.
Првобитно је био план да вози само један гранд тур у сезони, али је одлучено да вози Вуелта а Еспању заједно са Сајмоном Јејтсом, како би додатно напредовао. То је био трећи пут да су обојица возили заједно исту гранд тур трку. Хронометар на првој етапи завршио је 40 секунди иза Роана Дениса, док је већ на другој етапи изгубио 13 минута. У наставку је радио за Сајмона Јејтса, који је освојио трку испред Енрика Маса, поставши други британски побједник трке. Крајем септембра возио је друмску трку на Свјетском првенству, коју је завршио на 37. мјесту, четири минута иза Валвердеа. Сезону је завршио на Ђиро ди Ломбардији, коју је завршио на 29 мјесту, четири минута иза Пиноа.

### 2019.
Сезону 2019. почео је на Вуелта а ла комунидад Валенсијана трци, гдје је хронометар на првој етапи завршио на 43. мјесту, 40 секунди иза Едвалда Босон Хагена. На четвртој етапи био је дио водеће групе која се одвојила на посљедњем успону, а затим је напао на 400 метара до циља и побиједио је испред Валвердеа који га је скоро достигао и завршио у истом времену, остваривши прву побједу у сезони. Захваљујући побједи, са 23. дошао је на осмо мјесто у генералном пласману. Посљедња, пета етапа, била је спринтерска и завршио је на осмом мјесту у генералном пласману, 34 секунде иза Јона Изагиреа. Сезону је наставио на Вуелта Андалузија рута дел сол трци, гдје је прву етапу завршио на 18. мјесту, 22 секунде иза Тима Веленса. Хронометар на трећој етапи завршио је на петом мјесту, 14 секунди иза Веленса и дошао је на девето мјесто у генералном пласману. На четвртој етапи, Сајмон Јејтс је напао на 26 km до циља, на шта нико није реаговао одмах и стекао је предност и преко посљедњег успона је прешао са 47 секунди предности. Адам Јејтс је био у другој групи од шест возача, гдје је само пратио нападе и завршио је на четвртом мјесту, 26 секунди иза Сајмона Јејтса, изгубивши у спринту од Серхиа Игите и Стивена Кројсвајка и дошао је на пето мјесто у генералном пласману. Посљедња етапа била је спринтерска и завршио је на петом мјесту у генералном пласману, 57 секунди иза Јакоба Фуглсанга.
У марту је возио Тирено—Адријатико, гдје је тим Мичелтон—скот побиједио на хронометру на отварању, седам секунди испред тима Јумбо—визма. Циљ друге етапе био је на успону, а на 3 km до циља Роглич је напао и издвојила се мања група, која је достигнута у посљедња два километра и на циљ је дошла група од 33 возача; у спринту је побиједио Алафилип, док је Јејтс завршио на петом мјесту и преузео је лидерску мајицу са истим временом као сувозач Брент Буквалтер и седам секунди испред Роглича. На четвртој етапи, на 40 km до циља одвојила се група од девет возача који се боре за генерални пласман, а у којој је био и Јејтс. Алексеј Луценко је напао и брзо стекао 50 секунди предности, док је пред посљедњи круг главна група достигла преосталих осам возача. У финишу је Роглич поново напао, што су пратили Јејтс и Фуглсанг и достигли су Луценка који је двапут пао на спусту. У спринту је побиједио Луценко испред Роглича, док је Јејтс завршио на трећем мјесту и задржао је лидерску мајицу, седам секунди испред Роглича. На петој етапи, Фуглсанг је напао на посљедњем успону, што нико није пратио и стекао је минут предности. Јејтс је напао на 11  до циља, што у почетку нико није могао да прати, али га је достигао Роглич и њих двојица су радили заједно како би достигли Фуглсанга. На 2  до циља, Јејтс је поново напао и Роглич је отпао; завршио је етапу на другом мјесту, 40 секунди иза Фуглсанга, али 16 секунди испред Роглича и повећао је предност у генералном пласману на 25 секунди испред Роглича. Хронометар на посљедњој, седмој етапи, завршио је на 48. мјесту, 39 секунди иза побједника Виктора Кампенартса, али 26 секунди иза Роглича и завршио је на другом мјесту у генералном пласману, секунду иза Роглича. Сезону је наставио на Вуелта а Каталуњи, гдје је прве двије етапе завршио у групи. На трећој етапи, Бернал је први напао на 2  до циља, пратио га је Кинтана који није хтио да ради са њим и достигао их је Јејтс. Када су се Мигел Анхел Лопез и Данијел Мартин приближили, Бернал је поново напао, што су пратили Кинтана и Јејтс, а затим их је достигао Лопез, који је одмах напао. Бернал је први реаговао на Лопезов напад, остали су пратили, а затим су ишли лакшим темпом, што је омогућило Мартину да их достигне и одмах је напао, али су остали пратили. Јејтс је побиједио у спринту испред Бернала, остваривши другу побједу у сезони и дошао је на друго мјесто у генералном пласману, 27 секунди иза Томаса де Гента. На четвртој етапи, Лопез је напао на 8,5 km  до циља, што су пратили Бернал, Јејтс и Кинтана, након чега је Лопез поново напао на 5km до циља и нико није могао да га прати. Јејтс је завршио на петом мјесту, у спринту четири возача која су на циљ стигла 16 секунди иза и остао је на друго мјесто у генералном пласману, 14 секунди иза Лопеза који је преузео лидерску мајицу. На посљедњој, седмој етапи, напао је на 20 km до циља и стекао је 40 секунди предности, али је достигнут; етапу је завршио у групи заједно са Лопезом и завршио је трку на другом мјесту у генералном пласману, 14 секунди иза Лопеза и три секунде испред Бернала. У априлу је возио Вуелта ал Паис Баско, гдје је хронометар на првој етапи завршио на петом мјесту, 16 секунди иза Максимилијана Шахмана. Циљ треће етапе је био на благом успону, а упркос нападима на циљ је стигла велика група; у спринту је побиједио Шахман, док је Јејтс завршио на седмом мјесту. На четвртој етапи, напао је на посљедњем успону на 6 km до циља, што су пратили Шахман, Тадеј Погачар и Фуглсанг. Погачар је напао у финишу, Шахман је пратио и почео да спринта на 150 метара до циља и побиједио је испред Погачара, док је Јејтс завршио секунду иза и са 20. дошао је на 13. мјесто у генералном пласману. На петој етапи, Букман је напао на посљедњем успону, остварио је соло побједу и преузео лидерску мајицу, док је Јејтс завршио на трећем мјесту, минут и осам секунди иза и дошао је на седмо мјесто у генералном пласману. На посљедњој, шестој етапи, напао је на 65 km до циља, што су пратили Погачар, Фуглсанг, Јон Изагире и Данијел Мартин и одвојили су се од групе. Возили су заједно до циља и Јејтс је побиједио у спринту, остваривши трећу побједу у сезони и завршио је на петом мјесту у генералном пласману, 51 секунду иза Јона Изагиреа, уз освојену брдску класификацију. Сезону је наставио на арденским класицима. Пред Флеш Валон је изјавио да је пун самопоуздања, али је пао и није завршио трку, док је Лијеж—Бастоњ—Лијеж завршио на четвртом мјесту, што му је био најбољи резултат на монументалним класицима до тада, након што је у спринту за треће мјесто изгубио од Шахмана.
У јуну је возио Критеријум ди Дофине, гдје је на другој етапи напао заједно са још неколико возача на 35 km до циља, након што су достигнути Димулен и Алафилип који су били у бијегу. У финишу су се одвојили Гијом Мартен и Дилан Тунс; Мартен је побиједио, док је Тунс узео лидерску мајицу, а Јејтс је завршио у групи, 13 секунди иза и дошао је на десето мјесто у генералном пласману. Хронометар на четвртој етапи завршио је на шестом мјесту, 56 секунди иза Ваута ван Арта и преузео је лидерску мајицу, четири секунде испред Тунса. На седмој етапи, након више напада и одвајања возача, на 2,5  до циља групе су се спојиле и сви фаворити су били заједно у групи. На 1,5 km до циља Букман је напао, Фуглсанг га је пратио, а Јејтс је предводио групу иза у покушају да их достигне. Ваут Пулс је достигао Букмана и Фуглсанга на 250 метара до циља и остварио је побједу, док је Јејтс завршио десет секунди иза и пао је на друго мјесто, осам секунди иза Фуглсанга. На посљедњој, осмој етапи, напустио је трку на око 50 km до циља због болести. У јулу је возио Тур де Франс заједно са братом Сајмоном, гдје је био лидер тима. Мичелтон—скот је екипни хронометар на другој етапи завршио на 11. мјесту, 40 секунди иза тима Јумбо—визма. На трећој етапи је Алафилип напао на 15 km до циља и побиједио је, док је Јејтс завршио 31 секунду иза, а пет секунди иза групе у којој је био Бернал и након треће етапе заостајао је преко минут иза Алафилипа у генералном пласману. На шестој етапи није могао да прати нападе на посљедњем успону и завршио је 12 секунди иза Алафилипа и пет секунди иза Бернала, али је надокнадио вријеме у односу на друге возаче и дошао је на 14. мјесто у генералном пласману. На десетој етапи, која је била равна, усљед јаког вјетра група се раздвојила и многи возачи су изгубили вријеме, захваљујући чему је дошао на седмо мјесто у генералном пласману, минут и 47 секунди иза Алафилипа. Хонометар на етапи 13 завршио је на 34 мјесту, два минута и осам секунди секунди иза Алафилипа и пао је на десето мјесто у генералном пласману. На етапи 14, воженој до успона Кол ди Турмале, на челу групе су радили Давид Году за Пиноа, као и Лауренс де Плус и Џорџ Бенет за Кројсвајка, због чега је Јејтс отпао рано, изгубио је шест минута и пао је на 18. мјесто у генералном пласману, десет минута минута иза Алафилипа. На етапи 15 је изгубио скоро 25 минута и испао је из борбе за генерални пласман. До краја трке је губио вријеме на већини етапа и завршио је на 29 мјесту у генералном пласману, преко сат времена иза Бернала који је освојио Тур по први пут.
Недјељу дана послије Тур де Франса, заједно са братом Сајмоном био је лидер тима на класику Сан Себастијан, гдје је хтио да се бори да га освоји по други пут, али је отпао од главне групе на успону Ерлаиц на 75 km до циља и одустао је. Средином септембра возио је класике у Канади, гдје је Гран при сајклисте де Квебек завршио на 21. мјесту у групном спринту, након што нико није успио да се одвоји. Гран при сајклисте де Монтреал је завршен спринтом мање групе на успону, гдје је завршио на 14. мјесту, посљедњем мјесту у првој групи која је дошла на циљ. Почетком октобра је возио Кро рејс трку, гдје је побиједио на петој етапи, десет секунди испред Давидеа Вилеле и преузео је лидерску мајицу. Посљедњу, шесту етапу, завршио је на седмом мјесту и освојио је трку 22 секунде испред Вилеле, уз освојену и брдску класификацију. Три дана касније возио је Милано—Торино. Мајкл Вудс је напао на посљедњем успону на 3 km до циља али је достигнут, након чега је напао поново на 2,6  до циља, што је пратио само Году. Бернал је затим напао из групе, што су пратили Јејтс и Валверде и достигли су водећи групу на 1,7 km до циља. На 300 метара до циља Вудс је напао поново и побиједио је испред Валвердеа, док је Јејтс завршио на трећем мјесту. Сезону је завршио на Ђиро ди Ломбардији, коју је завршио на 15. мјесту, скоро два минута иза Молеме, након што није могао да прати нападе на посљедњем успону.

### 2020.
Сезону 2020. почео је на УАЕ туру, гдје је побиједио на трећој етапи, минут испред Погачара и преузео је лидерску мајицу. На петој етапи, пратио је напад Погачара и Луценка у финишу и њих тројица су се одвојила, а у спринту завршио је на трећем мјесту. Након што је више возача било позитивно на ковид 19 трка је прекинута послије пете етапе и Јејтс је проглашен за побједника. Због пандемије ковида 19 у марту је прекинута читава сезона у бициклизму, а трке су или одложене или отказане.
Током јула је био болестан, из тима су објавили да је имао неку врсту паразита, због чега уопште није возио бицикл десет дана а затим је био на промијењеном режиму тренинга три недјеље. Након што се сезона наставила у августу, возио је Критеријум ди Дофине, који је због пандемије ковида 19 скраћен на пет етапа, без спринтерских етапа и хронометра. Прву етапу је завршио у групи, док је на другој изгубио минут и по, а на трећој три и по минута. На посљедњој, петој етапи, био је у бијегу заједно са великом групом возача, у којем је провео скоро 90 km, али су достигнути и завршио је на 11. мјесту, док је у генералном пласману завршио на 17. мјесту, 17 минута иза Данијела Мартинеза. Сезону је наставио на Тур де Франсу, који је почео спринтерском етапом, по киши и лошем времену, због чега је неколико возача пало, а Тони Мартин је изашао испред групе и показао покретом руке да је етапа неутралисана и да нема напада; настављена је на 25  до циља и завршена је спринтом у којем је Александер Кристоф побиједио и узео жуту мајицу. На другој етапи, пратио је напад Алафилипа и Марка Иршија у финишу на успону, али је отпао и завршио је на трећем мјесту, секунду иза њих и секунду испред главне групе, захваљујући чему је дошао на друго мјесто у генералном пласману, четири секунде иза Алафилипа који је побједом на етапи узео жуту мајицу. Циљ четврте етапе био је на успону Орсијере—Мерлет, гдје је завршио у водећој групи, на десетом мјесту, док је Роглич побиједио у спринту. Пета етапа завршена је групним спринтом, али је послије етапе Алафилип кажњен са 20 секунди због узимања хране из тимског аутомобила на 17 km до циља, због тога што је на равним етапама забрањено узимати воду и храну од тима у посљедњих 20 km, захваљујући чему је Јејтс преузео жуту мајицу по први пут у каријери, поставши девети британски возач који је носио жуту мајицу на Туру. Послије етапе изјавио је да није хтио да узме мајицу као резултат казне, али да ће је носити, као и да је питао Алафилипа шта се догодило и да му је он рекао да је узео храну или воду у посљедњих 20 km. На седмој етапи, група се због вјетра раздвојила и многи возачи су остали у другој групи и изгубили вријеме, међу којима су били Погачар, Порт, Ланда и Карапаз, док је Јејтс завршио на седмом мјесту у спринту. На деветој етапи, вожена су два брдска циља прве категорије. Погачар је напао на 20 km до циља и група се раздвојила, а Јејтс је остао у другој групи, завршивши етапу скоро минут иза Погачара и Роглича и пао је на осмо мјесто у генералном пласману, изгубивши жуту мајицу. Циљ етапе 13 био је на успону Пиј Мари, који је био дуг 5.4 km, на којем није могао да прати нападе и завршио је 40 секунди иза, али је дошао на седмо мјесто у генералном пласману јер су Барде и Мартен изгубили доста времена и испали из првих десет. Циљ етапе 15 био је на успону Гран Коломбје, гдје је био у водећој групи све до пред крај када су се одвојили Роглич и Погачар и завршио је 15 секунди иза, али је дошао на пето мјесто у генералном пласману након што су Кинтана и Бернал изгубили доста времена. На етапи 17, чији је циљ био на успону Кол де ла Лоз, отпао је од групе у посљедња два километра, након што је Мигел Анхел Лопез напао и завршио је на осмом мјесту, минут и 20 секунди иза. На етапи 18 отпао је од групе на 32 km до циља, на успону екстра категорије Ла рош сир форон, а до краја се само повећавао његов заостатак; завршио је скоро три минута иза Роглича, Погачара, Порта, Маса и Ланде и пао је на седмо мјесто у генералном пласману. Хронометар на етапи 20 завршио је на 23. мјесту, четири и по минута иза Погачара и пао је на девето мјесто. Посљедња етапа била је спринтерска, није било промјена и завршио је на деветом мјесту у генералном пласману, девет и по минута иза Погачара. То је био први пут од 2016. да је завршио Тур де Франс у првих десет.
Недјељу дана послије Тур де Франса возио је Лијеж—Бастоњ—Лијеж, гдје је на 97 km до циља пао заједно са Џејом Макартијем и Ван Аверматом, након што су наишли на необиљежени саобраћајни знак на острву на средини улице, гдје није био нико да маше заставом и сигнализира да се ту налази острво како би га возачи заобишли. Објављено је да није задобио преломе, али је завршио сезону.

### 2021.
У августу 2020. потписао је двогодишњи уговор са тимом Инеос гренадирс, почевши од сезоне 2021. Према уговору је било предвиђено да зарађује око два милиона евра по сезони. Истакао је да ће возити само један гранд тур, Вуелта а Еспању.
Сезону је почео на УАЕ туру 2021. гдје је био лидер тима и борио се да освоји трку други пут заредом. На првој етапи се група раздвојила због вјетра, остао је у првој групи, али се она раздвојила због велике брзине у спринту и завршио је три секунде иза. Хронометар на другој етапи завршио је на 34. мјесту, 58 секунди иза Филипа Гане. Трећа етапа била је прва брдска етапа, укупне дужине од 166 km. Циљ је био на успону Џебел Хефет, дугом 10 km, са просјечним нагибом од 6,8%, изнад 1.000 метара надморске висине. На 5,5 km до циља, отпали су сви возачи УАЕ-а који су радили за Погачара, након чега је Мартинез изашао на чело за Инеос и у групи је остало само десет возача. Након што се Мартинез склонио, Сеп Кус је напао, што су пратили Погачар и Јејтс, а убрзо их је достигао и Нилсон Паулес. Лидери су успорили, захваљујући чему их је друга група достигла, након чега је Кус поново напао и поново су пратили само Погачар и Јејтс. Јејтс је у финишу напао, пратио га је Погачар, а Кус је отпао. У посљедњем километру имали су 40 секунди предности испред групе. Погачар није хтио да изађе испред да вози на темпо, након чега је напао на 400 метара до циља, што је Јејтс пратио, али је Погачар побиједио у спринту. Јејтс је дошао на друго мјесто у генералном пласману, 43 секунде иза Погачара. Пета етапа била је друга брдска и одлучујућа етапа у борби за генерални пласман. Циљ је био на успону Џебел Џес, који је био дуг 20 km, са просјечним нагибом од 5% и 7% у посљедња два километра, са надморском висином од 1.491 m. Мартинез је изашао на чело главне групе на 4 km до циља, након чега је предност Луценка који је био у бијегу смањена на 44 секунде. Нибали је први напао из главне групе, након чега је напао и Жоао Алмеида који га је достигао. У посљедњем километру, Јонас Вингегор је напао из главне групе, што су у почетку пратили Погачар и Јејтс, али су отпали. Вингегор је достигао Луценка на 300 метара до циља и побиједио на етапи, док је Јејтс завршио на трећем мјесту, три секунде иза, у истом времену као Погачар, који га је одспринтао и узео двије секунде бонификације више. Посљедње двије етапе биле су спринтерске и трку је завршио на другом мјесту у генералном пласману, 35 секунди иза Погачара, упркос томе што је током посљедње етапе пао. Крајем марта возио је Вуелта а Каталуњу, гдје је хронометар на другој етапи завршио на седмом мјесту, 35 секунди иза сувозача Роана Дениса, а етапу су четири возача Инеоса завршила у првих десет. На трећој етапи, Валверде је напао на 7  до циља, након чега су му се придружили Кинтана, Ђулио Чиконе и Карапаз. На 5  до циља, Јејтс и Кус су напали и стигли до групе која је била испред, а одмах затим је Јејтс напао, што су пратили само Валверде и Кус. На 2  до циља Валверде је отпао, након чега је Јејтс напао, што Кус није могао да прати и остварио је побједу 13 секунди испред Чавеза који је напао из главне групе и престигао Куса и Валвердеа. То му је била друга побједа заредом на истом успону на Вуелта а Каталуњи. Са побједом је преузео лидерску мајицу, 45 секунди испред сувозача Ричија Порта. На четвртој етапи, Чавез је напао на 7  до циља, а на челу главне групе су радили возачи Инеоса — Денис, Карапаз и Порт, у покушају да га достигну. Чавез је побиједио на етапи, седам секунди испред групе коју је одспринтао Вудс, док је Јејтс завршио на четвртом мјесту. На посљедњој, седмој етапи, тим Мовистар је радио на челу, у покушају да Валверде дође до подијума. Сви возачи Инеоса су отпали из групе, осим три лидера, након чега је Валверде напао на три круга до краја, али су га пратили и дошли су заједно на циљ; Јејтс је освојио трку, 43 секунде испред Порта и 49 секунди испред Томаса, чиме је Инеос завршио са три возача на подијуму на некој трци по први пут у историји тима.
Почетком априла возио је Вуелту ал Паис Баско, гдје је хронометар на отварању завршио на шестом мјесту, 28 секунди иза Роглича. На трећој етапи, Погачар и Роглич су се одвојили на посљедњем успону, на 1,5 km до циља гдје је Погачар побиједио у спринту, а Јејтс је завршио на четвртом мјесту, пет секунди иза, изгубивши у спринту од Валвердеа и дошао је на четврто мјесто у генералном пласману, 39 секунди иза Роглича. На посљедњој, шестој етапи, на 35 km до циља напали су Роглич, Году и Хју Карти, а на посљедњем успону Карти је отпао. Погачар је напао из главне групе у покушају да их достигне, што су пратили Јејтс, Валверде и Вингегор; у спринту је Валверде завршио на трећем мјесту, а Јејтс на четвртом и завршио је на четвртом мјесту у генералном пласману, минут и 26 секунди иза Роглича. Сезону је наставио на арденским класицима, завршивши Флеш Валон на 20, а Лијеж—Бастоњ—Лијеж на 18. мјесту. Крајем јула возио је друмску трку на Олимпијским играма 2020. које су због пандемије ковида 19 помјерене за 2021. На 40 km до циља, на успону Микуни одвојила се група од 13 возача, из које су напали Карапаз и Брендон Макналти и стекли предност од 40 секунди у посљедњих 20 километара. На 6 km до циља Макналти је отпао и група га је достигла; Карапаз је остварио соло побједу, а у групи је Јејтс први започео спринт у борби за друго мјесто, али је завршио на деветом мјесту, посљедњем мјесту у групи. Сезону је наставио на класику Сан Себастијан који је завршио на 27. мјесту, након чега је возио Вуелта а Бургос, гдје није био конкурентан за генерални пласман и завршио је 27 минута иза Ланде.
Крајем августа возио је Вуелта а Еспању, први пут послије 2018. Хронометар на првој етапи завршио је на 16. мјесту, 20 секунди иза Роглича. На другој етапи учествовао је у паду на 4,2 km до циља и изгубио је 30 секунди. Трећу етапу је завршио на осмом мјесту, у групи фаворита, захваљујући чему је дошао на 16. мјесто у генералном пласману, а након етапе бивши бициклиста Брајан Смит изјавио је да ће Јејтс бити највећи ривал Рогличу за побједу. На шестој етапи отпао је након напада на успону у посљедњем километру и завршио је 25 секунди иза Роглича. На седмој етапи, возачи из главне групе су завршили преко три минута иза бјегунаца. Јејтс је завршио у првој групи од седам возача, у истом времену као Роглич и дошао је на десето мјесто у генералном пласману. На деветој етапи, напао је на 9 km до циља, што је пратио Мигел Анхел Лопез, а након што их је достигао и Сеп Кус, напао је поново. Након што су достигнути, напао је поново на 7 km до циља, што су пратили Роглич, Мас, Бернал и Лопез, а затим их је достигао и Карапаз. На 5  до циља напао је поново, што је првобитно пратио Лопез, који је брзо отпао, након чега су напали Роглич и Мас и Јејтс је отпао. До краја етапе Роглич и Мас су повећавали предност и Јејтс је завршио на шестом мјесту, 40 секунди иза њих, али је дошао на шесто мјесто у генералном пласману, два минута иза Роглича. На десетој етапи, на 14 km до циља, Роглич је напао, што нико није могао да прати. Мас је напао из друге групе, а пратили су га Лопез, Хејг и Кус док је Јејтс отпао и завршио је 37 секунди иза групе која је достигла Роглича након што је пао на спусту. На етапи 11, у финишу посљедњег успона Роглич је напао и побиједио испред Маса у спринту, док је Јејтс завршио на петом мјесту, седам секунди иза. На етапи 14 Лопез је напао на 2  до циља, а након што се Кус склонио са чела групе Роглич је напао, што су пратили Мас, Хејг и Бернал, док је Јејтс отпао и завршио је 12 секунди иза. На етапи 15 напао је на 4 km до циља и завршио је на четвртом мјесту, иза бјегунаца, 15 секунди испред групе. На етапи 17 Бернал је напао на 60 km до циља, што је пратио само Роглич. На 7,5 km до циља Бернал је отпао и Роглич је остварио соло побједу, док је Јејтс завршио на четвртом мјесту, у групи од осам возача који су на циљ дошли минут и 35 секунди иза Роглича. На етапи 18 Бернал је напао на 4,5 km до циља, што је пратио Роглич, а затим су их достигли Кус, Лопез и Мас, док је Јејтс отпао и завршио је на десетом мјесту, минут и седам секунди иза Лопеза и 53 секунде иза Роглича, али се вратио на шесто мјесто у генералном пласману, престигавши Гијома Мартена. На етапи 20, на 57,4 km до циља Бернал је напао, на шта је први реаговао Хејг, а кад су их достигли остали напао је Јејтс, кога су пратили Роглич, Мас, Лопез, Бернал, Хејг и Ђино Медер. Лопез и Бернал су отпали на 55 km до циља, док су остали радили на темпо и достизали бјегунце. На 6,5 km до циља Јејтс је напао, што је пратио Роглич, а кад су успорили достигли су их Мас и Хејг. У посљедња два километра углавном су пратили један другога, захваљујући чему је Клемент Шампузан остварио побједу шест секунди испред Роглича, док је Јејтс завршио на трећем мјесту, двије секунде иза Роглича и дошао је на четврто мјесто у генералном пласману, минут иза Хејга. Хронометар на посљедњој етапи завршио је на 29. мјесту, три минута иза Роглича и Вуелту је завршио на четвртом мјесту у генералном пласману, девет минута иза Роглича и минут и по иза трећепласираног Хејга. Четврто мјесто му је било најбољи резултат који је остварио на гранд тур тркама.
Почетком октобра је возио класике у Италији, завршивши Ђиро дел’Емилију на четвртом мјесту, десет секунди иза Роглича. Четири дана касније возио је Милано—Торино, гдје се одвојила група фаворита у посљедњих 50 километара. Јејтс је напао на 4  до циља, што су пратили Роглич, Погачар и Алмеида, али је Јејтс напао поново на 3 km до циља и отпали су Погачар и Алмеида. У посљедња два километра Роглич је радио на темпо, а на 600 метара до циља Јејтс је поново напао и стекао је малу предност, али се Роглич вратио и одмах напао, што Јејтс није могао да прати и завршио је на другом мјесту, 12 секунди иза. Сезону је завршио на Ђиро ди Ломбардији, гдје је Погачар напао на 35 km до циља, а касније га је достигао Фаусто Маснада. У групи од седам возача која је дошла на циљ 51 секунду иза њих, Јејтс је одспринтао Роглича и Валвердеа и завршио је на трећем мјесту, што је било први пут у каријери да је неки монументални класик завршио на подијуму.

### 2022.
Сезону 2022. почео је на УАЕ туру, гдје је након двије спринтерске етапе, хронометар на трећој етапи завршио 29 секунди иза Стефана Бисежера и 11 секунди иза Погачара. На четвртој етапи, чији је циљ био на успону Џебел џес, УАЕ тим емирејтс је радио на челу већи дио етапе и на циљ је стигла велика група. Паулес је напао први на 300 метара до циља, након чега су напали Погачар и Јејтс, а у спринту је побиједио Погачар, док је Јејтс са другим мјестом на етапи дошао на четврто мјесто у генералном пласману, 15 секунди иза Погачара. На посљедњој, седмој етапи, напао је на 3.2 km до циља, што је пратио Погачар и њих двојица су дошли заједно на циљ, гдје је поново завршио иза Погачара и трку је завршио на другом мјесту у генералном пласману, 22 секунде иза Погачара. Почетком марта возио је Париз—Ницу, гдје су на првој етапи, на 5 km до циља напали Кристоф Лапорт, Роглич и Ван Арт из тима Јумбо—визма и завршили су 22 секунде испред главне групе, у којој је завршио и Јејтс. Хронометар на четвртој етапи завршио је 43 секунде иза Ван Арта, док су поново три возача Јумбо—визме завршила на прва три мјеста: Ван Арт, Роглич и Денис. На седмој етапи, напао је на посљедњем успону на 7 km до циља, што су пратили Роглич, Мартинез и Кинтана, а након што је Роглич напао Јејтс је отпао и етапу је завршио 29 секунди иза, али је дошао на четврто мјесто у генералном пласману. На посљедњој, осмој етапи, тим Јумбо—визма је раздвојио групу на 70 km до циља и у групи је остало 20 возача. На 50 km до циља Мартинез је напао и Јејтс је отпао, завршивши етапу на осмом мјесту, у групи која је дошла на циљ минут и 44 секунде иза Сајмона Јејтса и завршио је на четвртом мјесту у генералном пласману, три и по минута иза Роглича.
Почетком априла је возио Вуелту ал Паис Баско, гдје је хронометар на отварању завршио на петом мјесту, 18 секунди иза Роглича. На другој етапи је на циљ дошла велика група, а у спринту је завршио на седмом мјесту. На трећој етапи напао је на 25  до циља и одвојила се група од 15 возача, који су достигли Кристијана Родригеза на 18 km до циља. У финишу су покушавали да се одвоје Билбао и Ремко Евенепул, али је група пратила и у спринту је побиједио Билбао испред Алафилипа, док је Јејтс завршио на 16. мјесту и дошао је на четврто мјесто у генералном пласману јер је Томас изгубио преко седам минута. На петој етапи Евенепул је напао на 14 km до циља, што Јејтс није могао да прати и завршио је минут и седам секунди иза Карлоса Родригеза, а минут иза Мартинеза и Евенепула и пао је на девето мјесто у генералном пласману, минут и 15 секунди иза Евенепула. На посљедњој, шестој етапи, напустио је трку. Сезону је наставио Тур де Свис трци, гдје је прву етапу завршио на 11. мјесту. Наредне три етапе су биле спринтерске, које је завршио у групи, а пред старт пете етапе морао је да напусти трку јер је био позитиван на ковид 19, на који се тестирао јер је осјећао благе симптоме вируса.
У јулу је возио Тур де Франс, гдје је био лидер тима заједно са Герентом Томасом и Данијелом Мартинезом, истакавши да је ковид доста утицао на његову припрему за трку. Тур је почео хронометром у Копенхагену, који је завршио на 13. мјесту, 23 секунде иза Ива Лампарта и 16 секунди иза Погачара. На четвртој етапи, тим Јумбо—визма је диктирао темпо на посљедњем успону и одвојили су се Ван Арт, Вингегор и Јејтс. Ван Арт је напао при врху успона, а затим стекао предност на спусту и по равном и остварио је соло побједу, док је група достигла Вингегора и Јејтса и завршили су осам секунди иза. На петој етапи вожене су секције калдрме које се возе на Париз—Рубеу, током којих је доста возача пало и имали су механичких проблема. Погачар је напао заједно са Јаспером Стојвеном на 20 km до циља, док је Јејтс пратио возаче из главне групе и завршио је у групи, 13 секунди иза Погачара. Циљ шесте етапе био је на успону, а возачи тима УАЕ тим емирејтс су радили на челу и у групи је остало 13 возача. У посљедњих 300 метара Роглич је први почео да спринта, али га је Погачар обишао, остварио побједу и узео жуту мајицу, док је Јејтс завршио на 11. мјесту и дошао је на четврто мјесто у генералном пласману, 39 секунди иза Погачара. Седма етапа била је прва брдска етапа, чији је циљ био на успону Ла супер Планш де Бел Филс. УАЕ тим емирејтс је радио на челу групе током успона, а на километар до циља Погачар је напао, што су пратили само Вингегор, Роглич и Томас, док је Јејтс отпао и завршио је 29 секунди иза Погачара, али је остао на четвртом мјесту у генералном пласману. На деветој етапи, Погачар је кренуо да спринта пред циљ на некатегорисаном успону, што је пратио само Вингегор и завршили су у истом времену, док је Јејтс завршио три секунде иза, заједно са још седам возача у групи. На етапи 11 вожена су три успона, а циљ је био на успону Кол ди Гранон. Роглич је напао на око 70 km до циља, на успону Кол ди Телеграф, што су пратили само Погачар, Вингегор и Томас и стекли су предност од 30 секунди, али их је достигао Марк Солер, који је возио лаганим темпом за Погачара и достигли су их и остали возачи који се боре за генерални пласман. На посљедњем успону Мајка је радио на челу групе за Погачара, док су напали Кинтана и Барде. На 4,5 km до циља, Вингегор је напао, што нико није могао да прати, брзо је обишао Кинтану и Бардеа, возио сам до циља и остварио побједу, док је Јејтс завршио на петом мјесту, два минута и десет секунди иза и пао је на шесто мјесто у генералном пласману, након што су га престигли Барде и Кинтана. Етапа 12 била је краљевска етапа, вожена су три брдска успона екстра категорије, од којих су прва два била дуга преко 20 km, а циљ је био на успону Алп д’Иез, дугом 13,8 . На посљедњем успону, тим Јумбо—визма је радио на челу и возачи су отпадали, а у посљедњих 5 километара отпао је и Јејтс, који је етапу завршио 40 секунди иза Погачара, Вингегора и Томаса и дошао је на пето мјесто у генералном пласману, прескочивши Кинтану. На етапи 14, Погачар је напао на посљедњем успону, што је пратио само Вингегор и завршили су у истом времену, док је Јејтс завршио 22 секунде иза. На етапи 16, на посљедњем успону, који је вожен на 27 km до циља, Сеп Кус је изашао на чело групе да ради Вингегора, након чега је отпала већина возача, укључујући и Јејтса, који је завршио минут и 20 секунди иза групе у којој су завршили Погачар, Вингегор, Кинтана, Томас и Году и пао је на шесто мјесто у генералном пласману, минут иза Годуа. На етапи 17, на успону Уркет д’Анкизан, на око 50 km, Микел Бјерг је изашао да ради на челу групе и Јејтс је отпао заједно са Томом Пидкоком, изгубивши скоро два минута на успону. На спусту је успио да се врати у групу, али је на посљедњем успону, на око 25 km до циља, отпао поново, завршивши етапу девет минута иза Погачара и Вингегора и пао је на девето мјесто у генералном пласману. Након етапе изјавио је да је био болестан неколико дана и да ће у наставку трке радити за Томаса. Етапа 18 је била посљедња брдска етапа, чији је циљ био на успону екстра категорије Отакам, дужине 13,6 km. На успону Кол де Спанделес, на 30  до циља, Погачар је напао, што је пратио Вингегор, а Јејтс је отпао и завршио је пет и по минута иза Вингегора који је остварио побједу и пао је на десето мјесто у генералном пласману, иза Луценка. На етапи 19, група се у финишу раздвојила када су тимови покушавали да достигну бјегунце за своје спринтере; Јејтс је остао у другој групи и завршио је 20 секунди иза. Хронометар на етапи 20 завршио је на 64. мјесту, пет минута и 25 секунди иза Ван Арта и пет минута иза Вингегора. посљедња, етапа 21 није била такмичарска за генерални пласман, завршио је у групи и Тур је завршио на десетом мјесту у генералном пласману, 25 минута иза Вингегора. У августу су Кинтани поништени резултати које је остварио на Туру због допинга, након чега је Јејтсу додијељено девето мјесто у генералном пласману.
Крајем августа возио је Дојчланд тур, гдје је пролог на отварању завршио на седмом мјесту, шест секунди иза Гане. На трећој етапи, чији је циљ био на успону дугом 11,7 km, напао је на 6,4 km до циља, што нико није пратио и остварио је побједу 19 секунди испред Билбаоа, преузевши такође и лидерску мајицу. То му је била прва побједа у сезони и прва побједа од марта 2021. када је остварио етапну побједу на Вуелта а Каталуњи. На четвртој етапи су у посљедњих 20 километара вожена два успона друге категорије, а циљ је био по равном. Бјегунци су достигнути на посљедњем успону, када је напао Рубен Гереиро, што су пратили Јејтс и Маури Вансевенант и одвојила се група од 11 возача. У спринту је побиједио Билбао, док је Јејтс завршио на петом мјесту и освојио је трку, 22 секунде испред Билбаоа. То је била прва етапна трка коју је освојио у каријери. Сезону је наставио на класицима у Канади, гдје је 9. септембра возио Гран при сајклисте де Квебек, гдје је вожено 16 кругова по 12,6 km Погачар, Ван Арт и Лапорт су напали на почетку посљедњег круга, али су достигнути, након чега је напала група од четири возача који су стекли десет секунди предности, али су достигнути на 5  до циља. На 2  до циља напао је Беноа Коснефроа, који је остварио соло побједу, док је Јејтс завршио на седмом мјесту у спринту, у групи од 30 возача која је дошла на циљ четири секунде иза. Два дана касније возио је Гран при сајклисте де Монтреал, гдје је вожено 17 кругова, који су садржали успон Коте де Камилјен Уд. На почетку успона у посљедњем кругу Јејтс је напао, што је пратио Погачар, а касније су им се придружили Году, Ван Арт и Андреа Бађиоли. Стекли су 30 секунди предности на 5  до циља и остали су до краја трке испред групе. У спринту је побиједио Погачар, док је Јејтс завршио на четвртом мјесту. У октобру је возио класике у Италији, гдје Ђиро дел’Емилију није завршио, док је Тре вале Варезине завршио на шестом мјесту у спринту. Сезону је завршио на Ђиро ди Ломбардији, гдје је Погачар напао на 19 km до циља, што су пратили само Мас и Ланда, а Ланда је затим отпао. Они су до краја повећавали предност, док су се иза возачи нападали и подијелили у више група. Погачар је побиједио у спринту испред Маса, док је Јејтс завршио на десетом мјесту, минут и 26 секунди иза.

### 2023.
Године 2023. прешао је у УАЕ тим емирејтс, са којим је потписао трогодишњи уговор. Сезону је почео на УАЕ туру, гдје је био лидер тима у одсуству Погачара, који је возио трке у Шпанији. На првој етапи, због јаког вјетра који је дувао од почетка етапе, група се раздвојила у више мањих група, а Јејтс је био у другој, чији је заостатак растао до минут. Групе су се спојиле након 100 километара потјере, али се касније опет одвојила група од 13 возача, међу којима је био и Ремко Евенепул; Јејтс је завршио у другој групи, 51 секунду иза. На трећој етапи, Ејнер Рубио је напао на 11  до циља и остварио је соло побједу, док је у групи Евенепул почео први да спринта и завршио је секунду испред осталих возача из групе, док је Јејтс завршио на трећем мјесту и дошао је на десето мјесто у генералном пласману. На посљедњој, седмој етапи, напао је на 6 km до циља, што су пратили Евенепул и Кус, који је отпао након једног километра. На 3 km до циља отпао је и Евенепул и Јејтс је остварио побједу десет секунди испред Евенепула, завршивши трку на трећем мјесту у генералном пласману, минут иза Евенепула. Сезону је наставио на Тирено—Адријатику, гдје је хронометар на отварању завршио минут и 20 секунди иза Гане. На четвртој етапи, у брдском спринту на циљу завршио је на трећем мјесту, иза Роглича и Алафилипа. На петој етапи, због јаког темпа многи возачи су отпали из групе, а на посљедњем успону је напао Дамијано Карузо, на 5 km до циља и стекао је предност од 23 секунде. У посљедњем километру напали су Мас, Ђулио Чиконе и Сантијаго Буитраго, који су достигли Каруза, а на 300 метара до циља група их је достигла све и у спринту је побиједио Роглич, док је Јејтс завршио на 11. мјесту. На шестој етапи, сви бјегунци су достигнути на 5  до циља, када је напао Ланда, а одмах су реаговали Алмеида, Роглич и Карти, након чега су их достигли и други и пред посљедњи успон у групи је било 20 возача. На успону је Јејтс отпао и завршио је 20 секунди иза прве петорице возача, док је у спринту побиједио Роглич, остваривши трећу побједу заредом. Посљедња етапа била је спринтерска, на којој није било промјена и трку је завршио на 11. мјесту у генералном пласману, минут и 15 секунди иза Роглича.
Крајем марта возио је Вуелта а Каталуњу, гдје је на првој етапи учествовао у паду на 5 km до циља и изгубио је преко десет минута. Циљ друге етапе био је на успону 2000, на којем је побиједио посљедња два пута када је возио трку. На 6,4 km до циља, Чавез је напао и стекао је 33 секунде предности, док је Хејг радио на челу у групи. На 2 km до циља, Ланда је напао из групе, што су пратили Евенепул и Роглич, а Јејтс је покушавао да их достигне, док Алмеида, који је био лидер тима након што је Јејтс изгубио десет минута на првој етапи, није могао да их прати, али га Јејтс није чекао. Чиконе, Роглич и Евенепул су достигли Чавеза, који није могао да их прати и у спринту је побиједио Чиконе, док је Јејтс завршио на петом мјесту, 11 секунди иза, у групи са Ландом и Алмеидом, који их је достигао у финишу. На трећој етапи, Евенепул је напао на 5 km до циља, што је пратио Роглич, док је Јејтс отпао и завршио је скоро минут иза њих двојице. На петој етапи, Евенепул је напао на посљедњем успону, што су пратили Роглич и Солер, док је Јејтс отпао и завршио је минут и по иза Роглича. На посљедњој, седмој етапи, отпао је на посљедњем успону и завршио је преко два минута иза Евенепула и Роглича и завршио је на 28. мјесту у генералном пласману. Сезону је наставио на Тур де Романди трци, гдје је пролог на отварању завршио 19 секунди иза Јозефа Чернија. Након двије етапе које су завршене групним спринтом, хронометар на трећој етапи завршио је на трећем мјесту, 17 секунди иза сувозача Хуана Ајуса и дошао је на пето мјесто у генералном пласману, 30 секунди иза Ајуса. На четвртој етапи, напао је на 4,3 km до циља, што нико није пратио и остварио је побједу седам секунди испред Пиноа, преузевши лидерску мајицу 19 секунди испред Матеа Јоргенсена. Посљедња етапа била је спринтерска, није било промјена и освојио је трку испред Јоргенсена. У јуну је возио Критеријум ди Дофине, гдје је након три лакше етапе које су завршене групним спринтом, хронометар на четвртој етапи завршио на осмом мјесту, 57 секунди иза Бјерга и 45 секунди иза Вингегора и дошао је на седмо мјесто у генералном пласману. На петој етапи, Карапаз је напао на успону Теси на 15 km до циља, што је пратио Вингегор, а затим и отишао од њега и остварио соло побједу, док је Јејтс завршио на осмом мјесту, у групи која је дошла на циљ 31 секунду иза и дошао је на четврто мјесто у генералном пласману, минут и 26 секунди иза Вингегора. На седмој етапи, чији је циљ био на успону Кол де ла кроа де Фер, Вингегор је напао на 5,3 km до циља, што нико није покушавао да прати. Јејтс је возио у свом темпу и завршио је на другом мјесту, 41 секунду иза Вингегора и дошао је на друго мјесто у генералном пласману, два минута и 11 секунди иза Вингегора. На посљедњој, осмој етапи, Мајка је изашао на чело групе да ради за Јејтса у посљедња два километра, а њих су пратили само још Вингегор, Хиндли и Бен о Конор. На километар до циља Вингегор је напао, што нико није могао да прати и завршио је на другом мјесту, иза Чиконеа који је остварио побједу из бијега, док је Јејтс завршио на трећем мјесту, десет секунди иза и завршио је трку на другом мјесту у генералном пласману, два минута и 23 секунде иза Вингегора.
У јулу је био лидер тима на Тур де Франсу, заједно са Погачаром, који је паузирао шест недеља због повреде на Лијеж—Бастоњ—Лијежу. Прва етапа је вожена у Билбаоу, у Баскији. Адам и Сајмон Јејтс су напали на спусту са посљедњег успона Коте де Пике и направили су предност испред групе. Адам је напао на 350 метара до циља, што Сајмон није могао да прати и остварио је побједу четири секунде испред, чиме је узео и жуту мајицу, за лидера Тура. Они су постали трећи пар браће који су неку етапу на Туру завршили на прва два мјеста, након браће Пелисје (Франсиса и Анрија) и браће Шлек (Андија и Френка). На петој етапи, Џај Хиндли је остварио побједу из бијега и узео жуту мајицу, док је Јејтс отпао од групе на успону Кол де Мари Бланк, а Вингегор је напао на 1,5 km до врха успона што нико није могао да прати. Погачар је одлучио да чека Јејтса како би му помогао да изгуби што мање времена и завршили су у групи, минут иза Вингегора, због чега је Јејтс пао на пето мјесто у генералном пласману. На шестој етапи је вожен Кол ди Турмале, док је циљ био на успону прве категорије Котерет Камбаск, дугом 16 km. При врху Кол ди Турмалеа Вингегор је напао, што је пратио само Погачар, док је Јејтс остао у групи, а на посљедњем успону није могао да прати када су напали Сајмон Јејтс, Родригез и Хиндли, завршивши преко три минута иза Погачара и пао је на шесто мјесто у генералном пласману, иза Сајмона Јејтса и Родригеза. Осму етапу је завршио у групи у спринту, али је дошао на пето мјесто у генералном пласману након што је Сајмон Јејтс пао на 6  до циља и изгубио је 47 секунди. Циљ девете етапе био је на успону екстра категорије Пиј де Дом, дужине 13,3 km, који је вожен први пут након 35 година и трке 1988. Погачар је напао на километар до циља, што је пратио само Вингегор, али је и он отпао у финишу и завршио је осам секунди иза, док је Адам Јејтс завршио минут иза, а 16 секунди иза Сајмона Јејтса и остао је на петом мјесту у генералном пласману пред дан одмора, пет секунди испред Сајмона. Након дана одмора, Билбао је остварио побједу из бијега на десетој етапи и дошао је са 11. на пето мјесто у генералном пласману, прескочивши браћу Јејтс који су завршили у групи. Циљ етапе 13 био је на успону екстра категорије Гран Коломбје, дугом 17,4 km. Напао је 2 km до циља, што је одмах пратио Сеп Кус, а затим су их достигли Погачар и Вингегор и Кус је наставио да ради на челу групе. На 500 метара до циља Погачар је напао, што је пратио само Вингегор, а Јејтс је отпао и завршио је 30 секунди иза, као и 25 секунди испред Билбаоа и вратио се на пето мјесто у генералном пласману, секунду испред Сајмона Јејтса. На етапи 14, тим Јумбо—визма је радио на челу и достизао је бјегунце једног по једног, а посљедњег су достигли Ђулија Чиконеа на 58 km до циља. На посљедњем успону — Кол де Жукс плане, на челу групе су радили Ваут ван Арт и Вилко Келдерман и фаворити су отпадали један по један, а затим је Сеп Кус радио на челу. Након што је Кус отпао, Јејтс је изашао да ради на челу и са њим су остали само Погачар и Вингегор. На 3,7 km до врха успона и 15,7 km до циља, Погачар је напао, због чега је Јејтс одмах отпао, а Вингегор је почео постепено да заостаје. Карлос Родригез је достигао Јејтса, а затим су њих двојица на спусту достигли Погачара и Вингегора, након чега је Родригез напао на 6  до циља и остварио је прву побједу на Туру. Јејтс је отпао у финишу и завршио је на четвртом мјесту, десет секунди иза Родригеза и пет секунди иза Погачара и Вингегора, смањивши заостатак иза четвртопласираног Хиндлија на 35 секунди. На етапи 15, УАЕ тим емирејтс је радио на челу групе на посљедњем успону и већина фаворита је отпала. Након што је Јејтс изашао да ради на челу, пратили су га само Погачар и Вингегор. На 2  до циља, Погачар је намјерно успорио и омогућио Јејтсу да се одвоји од њих. Њега је чекао Марк Солер и они су стекли 20 секунди предности у посљедњем километру, када је Погачар напао са циљем да заједно стекну предност испред Вингегора, који га је пратио. Њих двојица су брзо достигли Јејтса, који није могао да их прати и завршио је 20 секунди иза, али је завршио минут и по испред Хиндлија и дошао је на четврто мјесто у генералном пласману. Након другог дана одмора, на етапи 16 је вожен хронометар у дужини од 22,4 km, са једним брдским циљем друге категорије дужине 2,5 km, чији је врх био на километар до циља. Завршио је на седмом мјесту, преко три минута иза Вингегора, али је завршио 25 секунди испред Родригеза, од кога је преузео треће мјесто у генералном пласману за пет секунди. На етапи 17 у финишу је вожен брдски циљ екстра категорије Кол де ла Лоз, укупне дужине од 28,1 km, са највећим нагибом од 24%. На 7,5 km до врха успона Кол де ла Лоз Погачар је отпао, а из тима су преко радија Јејтсу рекли да остане у групи и да чува треће мјесто. Вингегор је одмах појачао темпо, што је једино Јејтс пратио, али је отпао на 4 km до врха успона. Завршио је скоро два минута иза Вингегора, али преко минут испред Родригеза и скоро четири минута испред Погачара и у генералном пласману је повећао предност на минут и по испред Родригеза. Етапа 20 је била посљедња брдска етапа, на којој је вожено шест успона, а посљедњи је вожен на 7 km до циља. На почетку посљедњег успона, на 15 km до циља, Погачар је напао из главне групе и пратио га је само Вингегор, али су успорили јер нису хтјели да раде заједно, захваљујући чему их је достигао Феликс Гал, док је Јејтс остао у групи иза. Из друге групе је напао Сајмон Јејтс, што у почетку нико није могао да прати, али је убрзо напао и Адам Јејтс како би одбранио треће мјесто. Адам је достигао Сајмона и заједно су смањили заостатак иза Вингегора, Погачара и Гала на 15 секунди. У првој групи Погачар није хтио да ради како би омогућио Адаму Јејтсу да их достигне, а на 5 km до циља браћа Јејтс су достигли водећу групу. У финишу је радио на челу како би спремио спринт за Погачара, који је остварио побједу, док је он отпао када су остали кренули да спринтају и завршио је седам секунди иза. Посљедња етапа је била равна, није било промјена и завршио је на трећем мјесту у генералном пласману, скоро 11 минута иза Вингегора и три и по минута иза Погачара. То му је био први подијум на некој гранд тур трци.
Средином августа возио је Вуелта а Бургос трку. На претпосљедњем успону треће етапе, Џорџ Бенет и Џеј Вајн су радили за Јејтса, а једино их је пратио Роглич. Вајн и Бенет су отпали при врху успона, док је Роглича и Јејтса достигао Демијен Хоусон, а на спусту их је достигао и Власов. На посљедњем успону су радили заједно, а у финишу је Јејтс први почео да спринта, али је завршио на трећем мјесту, иза Роглича и Власова и у генералном пласману је дошао на треће мјесто, иза њих двојице. На посљедњој, петој етапи, УАЕ тим емирејтс је радио на челу, а када је на посљедњем успону Вајн изашао да ради, пратили су га само Јејтс, Власов и Роглич. Јејтс је напао на 2,6  до циља, али су га пратили Роглич и Власов, након чега је покушавао још неколико пута, али није могао да се одвоји. У спринту је завршио на другом мјесту, иза Роглича и завршио је на трећем мјесту у генералном пласману, 42 секунде иза Роглича и три секунде иза Власова, уз освојену брдску класификацију. Сезону је наставио на класицима у Канади, гдје је Гран при сајклисте де Квебек завршио на 17. мјесту у групи. Два дана касније возио је Гран при сајклисте де Монтреал. Напао је на успону у посљедњем кругу, што је пратио само Сиваков. На 500 метара до циља напао је поново и побиједио је три секунде испред Сивакова, остваривши пету побједу у сезони, чиме је по броју побједа изједначио свој најбољи резултат из сезоне 2019. Крајем септембра возио је Ђиро дел‘Емилију, гдје је радио за Погачара и отпао је на поседњем успону, завршивши на деветом мјесту, 42 секунде иза Роглича. Дана 4. октобра возио је Тре вале Варезине, гдје је отпао рано и завршио је преко осам минута иза Илана ван Вилдера. Четири дана касније возио је Ђиро ди Ломбардију, гдје се на успону Пасо ди Ганија, на 30  до циља, одвојила група од седам возача. Погачар је напао на врху успона, а затим повећао предност на спусту, а Јејтс је возио на зачељу групе која је ишла иза њега и само пратио друге возаче. Погачар је побиједио 52 секунде испред групе, док је Јејтс завршио на шестом мјесту у спринту. Након трке завршио је сезону, која је означена као најуспјешнија у његовој каријери, коју је завршио на осмом мјесту у UCI свјетском ренкингу, док је УАЕ тим емирејтс освојио тимски ренкинг.

## Приватни живот
У новембру 2021. истрчао је маратон за 2 часа, 58 минута и 44 секунде. У октобру 2023. вјенчао се са дугогодишњом дјевојком Лисом, на церемонији у Гранади.

## Резултати на тркама

### Резултати на гранд тур тркама
| Гранд тур трке  | 2014. | 2015. | 2016. | 2017. | 2018. | 2019. | 2020. | 2021. | 2022. | 2023. | 2024. |
| --------------- | ----- | ----- | ----- | ----- | ----- | ----- | ----- | ----- | ----- | ----- | ----- |
| Ђиро д’Италија  | —     | —     | —     | 9     | —     | —     | —     | —     | —     | —     |       |
| Тур де Франс    | —     | 50    | 4     | —     | 29    | 29    | 9     | —     | 9     | 3     |       |
| Вуелта а Еспања | 82    | —     | —     | 34    | 45    | —     | —     | 4     | —     | —     |       |

### Резултати на главним етапним тркама
| Етапне трке          | 2014. | 2015. | 2016. | 2017. | 2018. | 2019. | 2020. | 2021. | 2022. | 2023. | 2024. |
| -------------------- | ----- | ----- | ----- | ----- | ----- | ----- | ----- | ----- | ----- | ----- | ----- |
| Париз—Ница           | —     | —     | —     | —     | —     | —     | —     | —     | 4     | —     |       |
| Тирено—Адријатико    | —     | 9     | 19    | DNF   | 5     | 2     | —     | —     | —     | 11    |       |
| Вуелта а Каталуња    | 23    | —     | —     | 4     |       | 2     |       | 1     | —     | 28    |       |
| Вуелта ал Паис Баско | 76    |       | 32    | —     | —     | 5     | 4     |       | —     |       |       |
| Тур де Романди       | —     | —     | —     | —     | —     | —     | —     | —     | 1     |       |       |
| Критеријум ди Дофине | 6     | 20    | 7     | —     | 2     |       | 17    | —     | —     | 2     |       |
| Тур де Свис          | —     | —     | —     | —     | —     | —     |       | —     |       | —     |       |

### Резултати на класицима
| Монументални класици           | 2014.                     | 2015.                     | 2016.                     | 2017.                     | 2018.                     | 2019.                     | 2020.                     | 2021.                     | 2022.                     | 2023.                     | 2024. |
| ------------------------------ | ------------------------- | ------------------------- | ------------------------- | ------------------------- | ------------------------- | ------------------------- | ------------------------- | ------------------------- | ------------------------- | ------------------------- | ----- |
| Милано—Санремо                 | Није возио током каријере | Није возио током каријере | Није возио током каријере | Није возио током каријере | Није возио током каријере | Није возио током каријере | Није возио током каријере | Није возио током каријере | Није возио током каријере | Није возио током каријере |       |
| Ронде ван Фландерен            | Није возио током каријере | Није возио током каријере | Није возио током каријере | Није возио током каријере | Није возио током каријере | Није возио током каријере | Није возио током каријере | Није возио током каријере | Није возио током каријере | Није возио током каријере |       |
| Париз—Рубе                     | Није возио током каријере | Није возио током каријере | Није возио током каријере | Није возио током каријере | Није возио током каријере | Није возио током каријере | Није возио током каријере | Није возио током каријере | Није возио током каријере | Није возио током каријере |       |
| Лијеж—Бастоњ—Лијеж             | —                         | —                         | 56                        | 8                         | —                         | 4                         |                           | 18                        | —                         | —                         |       |
| Ђиро ди Ломбардија             |                           | 56                        | —                         | 74                        | 29                        | 15                        | —                         | 3                         | 10                        | 6                         |       |
| Остали класици                 | 2014.                     | 2015.                     | 2016.                     | 2017.                     | 2018.                     | 2019.                     | 2020.                     | 2021.                     | 2022.                     | 2023.                     | 2024. |
| Омлоп хет Нијувсблад           | Није возио током каријере | Није возио током каријере | Није возио током каријере | Није возио током каријере | Није возио током каријере | Није возио током каријере | Није возио током каријере | Није возио током каријере | Није возио током каријере | Није возио током каријере |       |
| Страде Бјанке                  | —                         | —                         |                           | —                         | —                         | —                         | —                         | —                         | —                         | —                         |       |
| Класик Бриж—Де Пан             | Није возио током каријере | Није возио током каријере | Није возио током каријере | Није возио током каријере | Није возио током каријере | Није возио током каријере | Није возио током каријере | Није возио током каријере | Није возио током каријере | Није возио током каријере |       |
| Е3 Бинкбанк                    | Није возио током каријере | Није возио током каријере | Није возио током каријере | Није возио током каријере | Није возио током каријере | Није возио током каријере | Није возио током каријере | Није возио током каријере | Није возио током каријере | Није возио током каријере |       |
| Гент—Вевелгем                  | Није возио током каријере | Није возио током каријере | Није возио током каријере | Није возио током каријере | Није возио током каријере | Није возио током каријере | Није возио током каријере | Није возио током каријере | Није возио током каријере | Није возио током каријере |       |
| Дварс дор Фландерен            | Није возио током каријере | Није возио током каријере | Није возио током каријере | Није возио током каријере | Није возио током каријере | Није возио током каријере | Није возио током каријере | Није возио током каријере | Није возио током каријере | Није возио током каријере |       |
| Амстел голд рејс               | —                         | —                         |                           | —                         | —                         | —                         | —                         | —                         | —                         | —                         |       |
| Флеш Валон                     | 97                        | —                         |                           | —                         | —                         |                           | —                         | 20                        | —                         | —                         |       |
| Ешборн—Франкфурт               | Није возио током каријере | Није возио током каријере | Није возио током каријере | Није возио током каријере | Није возио током каријере | Није возио током каријере | Није возио током каријере | Није возио током каријере | Није возио током каријере | Није возио током каријере |       |
| Класик Сан Себастијан          | 43                        | 1                         | 16                        | —                         | —                         |                           |                           | 27                        | —                         | —                         |       |
| Лондон—Сари класик             | Није возио током каријере | Није возио током каријере | Није возио током каријере | Није возио током каријере | Није возио током каријере | Није возио током каријере | Није возио током каријере | Није возио током каријере | Није возио током каријере | Није возио током каријере |       |
| Хамбург сајкласик              | Није возио током каријере | Није возио током каријере | Није возио током каријере | Није возио током каријере | Није возио током каријере | Није возио током каријере | Није возио током каријере | Није возио током каријере | Није возио током каријере | Није возио током каријере |       |
| Бретање класик                 | Није возио током каријере | Није возио током каријере | Није возио током каријере | Није возио током каријере | Није возио током каријере | Није возио током каријере | Није возио током каријере | Није возио током каријере | Није возио током каријере | Није возио током каријере |       |
| Гран при сајклисте де Квебек   | —                         | 32                        | 72                        | —                         | —                         | 21                        |                           |                           | 7                         | 17                        |       |
| Гран при сајклисте де Монтреал | —                         | 2                         |                           | —                         | —                         | 14                        | 4                         | 1                         |                           |                           |       |
| Милано—Торино                  | —                         | —                         | —                         | 2                         | 14                        | 3                         | —                         | 2                         | —                         | —                         |       |

### Резултати на Олимпијским играма
| Олимпијске игре     | 2016.                     | 2020.                     |
| ------------------- | ------------------------- | ------------------------- |
| Друмска трка        | 15                        | 9                         |
| Вожња на хронометар | Није возио током каријере | Није возио током каријере |

### Резултати на Свјетском првенству
| Свјетско првенство у друмској вожњи | 2014.                     | 2015.                     | 2016.                     | 2017.                     | 2018.                     | 2019.                     | 2020.                     | 2021.                     | 2022.                     | 2023.                     | 2024. |
| ----------------------------------- | ------------------------- | ------------------------- | ------------------------- | ------------------------- | ------------------------- | ------------------------- | ------------------------- | ------------------------- | ------------------------- | ------------------------- | ----- |
| Друмска трка                        |                           | 57                        | —                         | —                         | 37                        | —                         | —                         | —                         | —                         | —                         |       |
| Вожња на хронометар                 | Није возио током каријере | Није возио током каријере | Није возио током каријере | Није возио током каријере | Није возио током каријере | Није возио током каријере | Није возио током каријере | Није возио током каријере | Није возио током каријере | Није возио током каријере |       |

### Резултати на националном првенству
| Првенство Велике Британије | 2014.                     | 2015.                     | 2016.                     | 2017.                     | 2018.                     | 2019.                     | 2020.                     | 2021.                     | 2022.                     | 2023.                     | 2024. |
| -------------------------- | ------------------------- | ------------------------- | ------------------------- | ------------------------- | ------------------------- | ------------------------- | ------------------------- | ------------------------- | ------------------------- | ------------------------- | ----- |
| Друмска трка               | 6                         |                           | —                         | —                         | —                         | —                         | —                         | —                         | —                         | —                         |       |
| Вожња на хронометар        | Није возио током каријере | Није возио током каријере | Није возио током каријере | Није возио током каријере | Није возио током каријере | Није возио током каријере | Није возио током каријере | Није возио током каријере | Није возио током каријере | Није возио током каријере |       |

| — | Није учествовао |
|   | Није завршио    |
|   | Није одржано    |